# Keresztény Nemzeti Egység Pártja
A Keresztény Nemzeti Egység Pártja (sokhelyütt Huszár-Ernszt Párt, röviden KNEP) egy rövid életű politikai párt volt Magyarországon 1922-1926 között.

## Története

### Előzmények
A Keresztény Nemzeti Egyesülés Pártja 1922. február 2-án egyesült a Nagyatádi Szabó István vezette Kisgazdapárttal, létrehozva az Egységes Pártot. Az ebből eredő belső feszültségek hatására többen is kiváltak a pártból és vagy máshova csatlakoztak, vagy új pártot alakítottak. Ezen új pártok egyike volt az eredetitől csupán egyetlen szóban különböző Keresztény Nemzeti Egység Pártja. (Egyesülés helyett Egység)

### Fennállása
A Huszár Károly és Ernszt Sándor vezette csoport a kormányt támogatta önálló pártként, melynek megbízható koalíciós partnere maradt. A kormányban a 11 tárca közül 3 az övék volt. Az Egységes Párttal (EP) választási együttműködést kötöttek. Jórészt olyan vidéki helyeken indultak, ahol az EP nem állított ellenjelöltet, és a fővárosban, és környékén a 4 titkos kerületben Keresztény Egység Tábora néven ők indultak kettőjük közül. A választás kudarc volt, a képviselői helyeknek csak 6,15%-át szerezték meg. A korábban Friedrich István vezetésével kivált csoport se járt jobban, 30 képviselői helyéből csak 11-et (4,51%) tudott megőrizni (Keresztény Nemzeti Földmíves és Polgári Párt néven). A párt gyorsan erodálódott, csak a Keresztény Gazdasági és Szociális Pártban tudott újraegyesülni 1926. február 18-án.